# Imagen fotoacústica en biomedicina

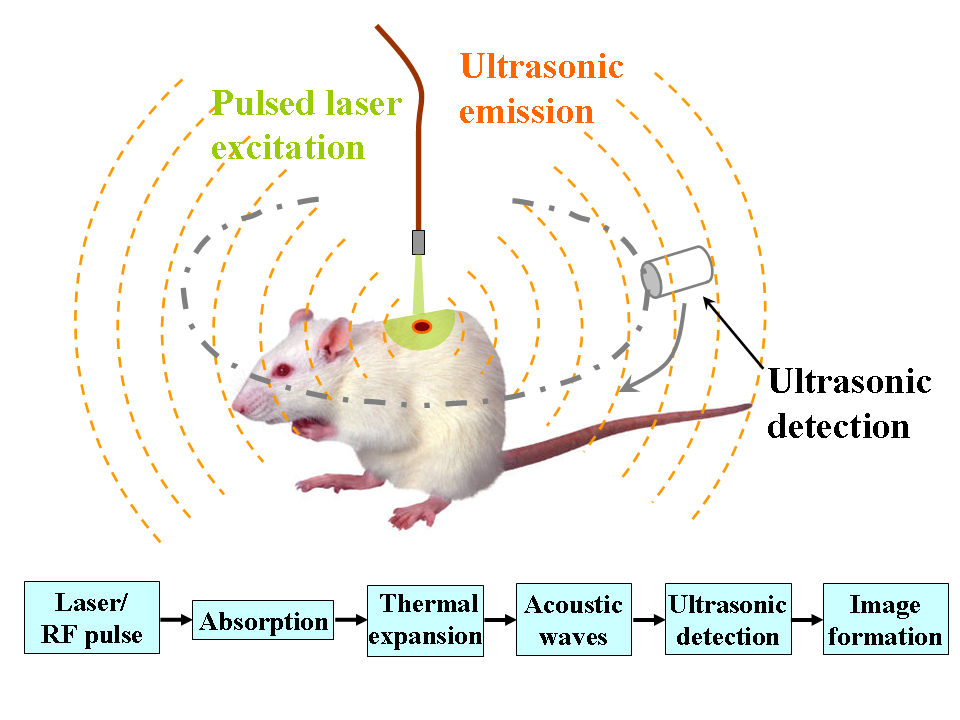
Fig. 1. Ilustración esquemática de la imagen fotoacústica.

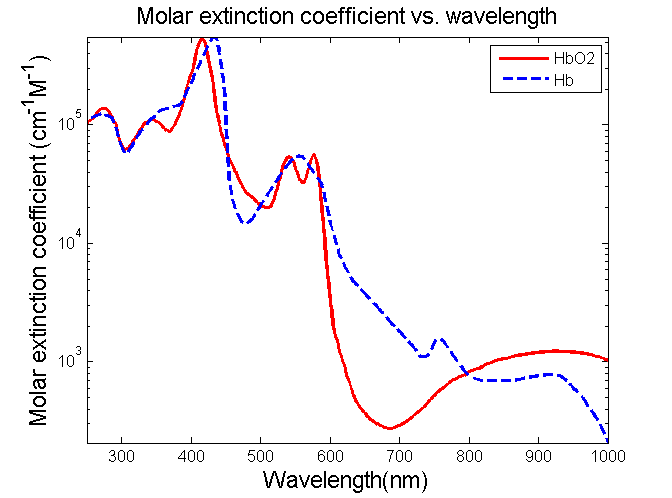
Fig. 2. Espectro de absorción de oxi y deoxy-hemoglobina.

La imagen fotoacústica, como una modalidad híbrida de imagen fotoacústica biomédica, está desarrollada basada en el efecto fotoacústico. En la imagen fotoacústica, los pulsos no ionizantes de láser son enviados a los tejidos biológicos (cuando son usados pulsos de radiofrecuencia, la tecnología es referida como imagen termoacústica). Algo de la energía entregada será absorbida y convertida en calor, conduciendo a la expansión termoelástica transiente y así a la emisión ultrasónica de banda ancha (ej. MHz). Entonces, las ondas ultrasónicas generadas son detectadas por transductores ultrasónicos para formar imágenes. Se sabe que la absorción óptica está cercanamente asociada a las propiedades fisiológicas, tales como la concentración de la hemoglobina y la saturación de oxígeno. Como un resultado, la magnitud de la emisión ultrasónica (es decir, la señal fotoacústica), que es proporcional a la deposición local de la energía, revela contraste de absorción óptico específico fisiológico. Imágenes 2D o 3D de las áreas apuntadas pueden entonces ser formadas. La fig. 1 es una ilustración esquemática mostrando los principios básicos de la imagen fotoacústica.
La absorción óptica en tejidos biológicos puede ser debido a moléculas endógenas como la hemoglobina o la melanina, o agentes de contraste entregados exógenos. Como un ejemplo, la fig. 2 muestra los espectros ópticos de absorción de la hemoglobina oxigenada (HbO2) y la hemoglobina desoxigenada (Hb) en la región infrarroja visible y cercana. Puesto que la sangre tiene generalmente una absorción de órdenes de magnitud más grande que los tejidos circundantes, hay suficiente contraste endógeno para que la imagen fotoacústica visualice los vasos sanguíneos. Estudios recientes han demostrado que la imagen fotoacústica puede usarse in vivo para monitorear la angiogénesis del tumor, mapeado de la oxigenación de la sangre, imagen funcional del cerebro, la detección del melanoma de piel, etc.

## Ventajas de la imagen fotoacústica

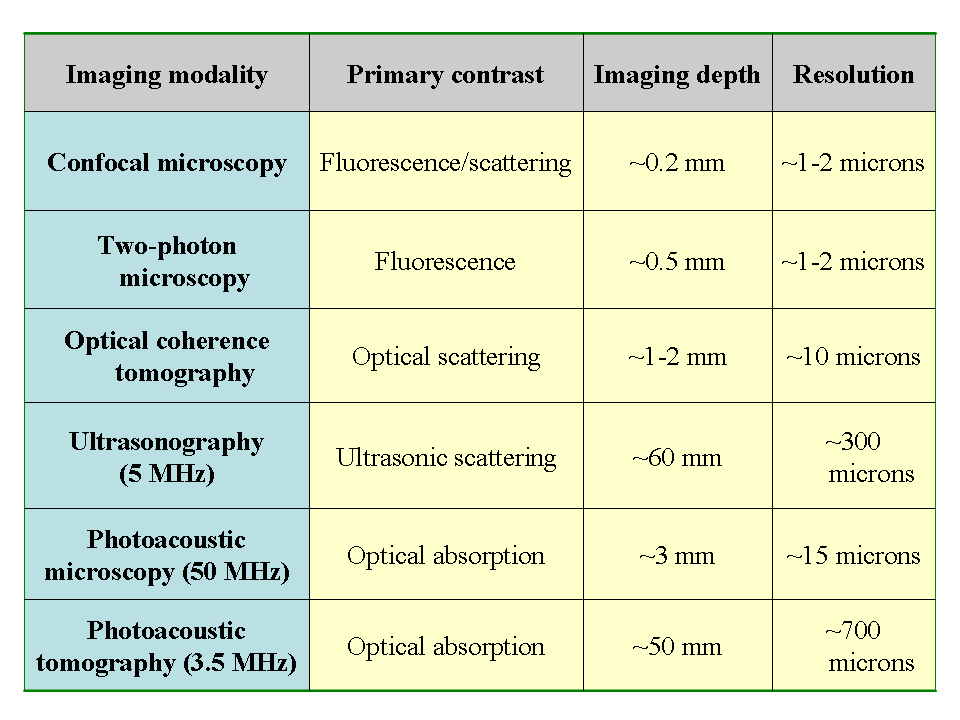
Tabla 1. Comparación de la microscopía confocal, microscopia de dos fotones, tomografía de coherencia óptica, ultrasonografía (5 MHz), microscopía fotoacústica (50 MHz), y la tomografía fotoacústica (3.5 MHz).

En imagen funcional, la imagen óptica es altamente deseable debido a la fuerte correlación entre la absorción óptica y concentración y/o oxigenación de la hemoglobina. Sin embargo, las tecnologías ópticas de imagen de alta resolución existentes, incluyendo microscopía confocal, microscopía de dos fotones, y tomografía de coherencia óptica (OCT), no detectan la absorción óptica directamente (Tabla 1). Por otra parte, puesto que estas modalidades de imagen confían en  fotones balísticos, sus profundidades de imagen son limitadas (Tabla 1) debido a la dispersión óptica fuerte en tejidos biológicos (la imagen OCT en tejidos relativamente transparentes como los del ojo es una excepción). Sin embargo, la Imagen fotoacústica no depende en los fotones balísticos para la excitación; y las ondas ultrasónicas tienen 2 a 3 órdenes de magnitud de dispersión más débil que las ondas ópticas en tejidos biológicos. Consecuentemente, la imagen fotoacústica proporciona alta resolución en una profundidad de imagen relativamente grande (Tabla 1). Similar a la imagen del ultrasonido, a resolución y la profundidad de la imagen de la imagen fotoacústica es escalable, dependiendo de la frecuencia del transductor de ultrasonido usado (para detalles, refiérase a la sección de la microscopía fotoacústica (PAM)). Por lo tanto, la imagen fotoacústica combina las ventajas del contraste de absorción óptica con la resolución espacial ultrasónica para imagen profunda más allá del régimen balístico.